# Зисько Сергій Іванович
Сергій Іванович Зисько (нар. 1 листопада 1984, м. Хмельницький, Україна) — український фотограф, мандрівник. Член Національної спілки фотохудожників України (з 2016).

## Життєпис
Закінчив художньо-графічний факультет Південноукраїнського державного педагогічного університету. Працює художником-дизайнером ювелірних виробів. 
Членів журі міжнародного фотоконкурсу «Вікі любить пам'ятки» (2019).

## Творчість
Учасник міських, обласних, всеукраїнських та міжнародних фотовиставок і фотосалонів (від 2007).
У 2019 році одна із світлин потрапила до ТОП-10 конкурсу «Вікі любить Землю».
Персональні виставки у місті Хмельницькому (2010, 2017). Роботи Сергія були розміщені в рамках арт-проекту #uniqueUA@bigmedia.
Працює у жанрі пейзажна фотографія та панорамне фото (від 2017)[джерело?].

## Нагороди
Неодноразово перемагав на фотоконкурсах від Вікіспільноти:
- «Вікі любить пам'ятки»
  - призер у Грузії (2017)[7]
  - «Найкраще фото Волинської[8], Львівської та Рівненської[9] областей» (2021).
- «Вікі любить Землю»
  - найкращі фото Тернопільської та Хмельницької областей[7]